# Quảng Lâm, Đầm Hà
Quảng Lâm là một xã thuộc huyện Đầm Hà, tỉnh Quảng Ninh, Việt Nam.
Xã Quảng Lâm có diện tích 89,19 km², dân số năm 2020 là 3.002 người, mật độ dân số đạt 34 người/km².